# Бисарколь
Бисарколь (каз. Бисаркөл) — озеро в Карабалыкском районе Костанайской области Казахстана. Находится в 10 км к юго-западу от села Назаровка.
По данным топографической съёмки 1958 года, площадь поверхности озера составляет 1,38 км². Наибольшая длина озера — 1,5 км, наибольшая ширина — 1,2 км. Длина береговой линии составляет 6,5 км, развитие береговой линии — 1,32. Озеро расположено на высоте 217,7 м над уровнем моря.